# 古圣贤像传略

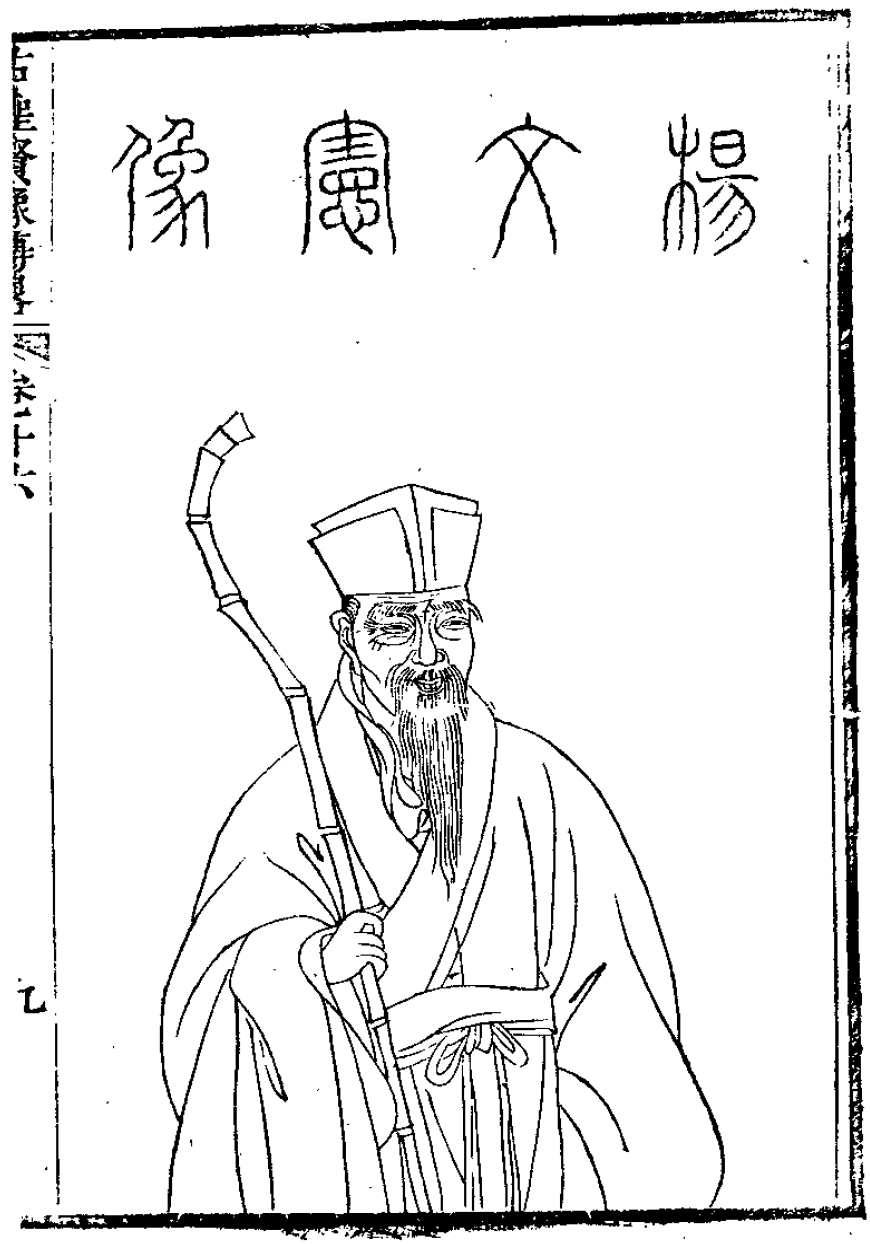
《古圣贤像传略》十六卷之杨文宪像

《古圣贤像传略》是一部汇编历代名贤画像的图谱书籍，由清代顾沅辑录，孔莲卿绘像，刊刻于道光十年（1830年）。书中收录自上古仓颉至明末冒襄共425幅人物画像。共十六卷。每人一图一传，图均为半身像，图的正上方为小篆书人物称号，次页为人物小传:5。